# Giugliano in Campania
Giugliano in Campania é uma comuna italiana da região da Campania, província de Nápoles, com cerca de 48.354 habitantes. Estende-se por uma área de 94 km², tendo uma densidade populacional de 971 hab/km². Faz fronteira com Nápoles, Melito di Napoli, Pozzuoli, Villaricca, Aversa, Casal di Principe, Castel Volturno;.

## Demografia
| Variação demográfica do município entre 1861 e 2011                               |
|                                                                                   |
| Fonte: Istituto Nazionale di Statistica (ISTAT) - Elaboração gráfica da Wikipedia |